# Me'onot Ge'ula
Me'onot Ge'ula (hebrejsky: מעונות גאולה) je čtvrť v centrální části Haify v Izraeli. Nachází se v administrativní oblasti Hadar, na okraji pohoří Karmel.

## Geografie
Leží v nadmořské výšce okolo 100 metrů, cca 2 kilometry jihovýchodně od centra dolního města. Jde o podčást čtvrti Ramat Vižnic.  Výstavba tu začala počátkem 70. let 20. století.